# رنگین زرد (سرده)
رنگین زرد (نام علمی: Genista) نام یک سرده از تبار طاووسی است.